# Храм Шивы (Байджнатх)
Храм Вайдьянатх Шивы (англ. Vaidyanath Siva Temple, Baijnath, Вайдьянатх — титул Шивы, означающий «Повелитель врачей») — индуистский храм XIII века, посвященный Шиве, расположенный в небольшом поселении Байджнатх индийского штата Химачал-Прадеш.
Храм является основной достопримечательностью Байджнатха. Он был построен в 1204 году на средства двух местных торговцев — Ахука и Маньюка. На двух длинных надписях при входе в здание храма написано, что на месте его возведения ранее также существовал храм Шивы.
Здание храма представляет собой образец средневековой храмовой архитектуры северной Индии нагара (Nagara). Храм окружает стена со входами с южной и северной стороны.
Напротив входа в основное здание храма расположена статуя быка Нанди. На стенах храма размещены многочисленные изображения индуистских божеств. В основном святилище расположен Шива-лингам в форме Сваямбху (Svayambhu на санскрите — «самовозникший»).
Храм является местом паломничества и туризма.